# 富田駅 (大阪府)

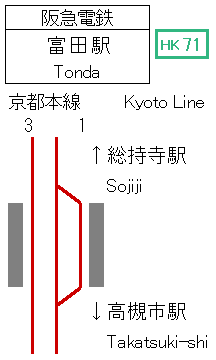
配線図

富田駅（とんだえき）は、大阪府高槻市富田町三丁目にある、阪急電鉄京都本線の駅。駅番号はHK-71。

## 概要
高槻市内では最南端かつ最西端の駅である。
市南西部の住民を中心に一定の利用客がいるが、隣接するJR京都線摂津富田駅の方が大阪・京都方面ともに所要時間が短いことや本数が多い事などから利用者は減少傾向にある。
一方で同駅までの距離は京阪間でも非常に短く、JRと阪急の乗り継ぎに使われることもある。

## 歴史

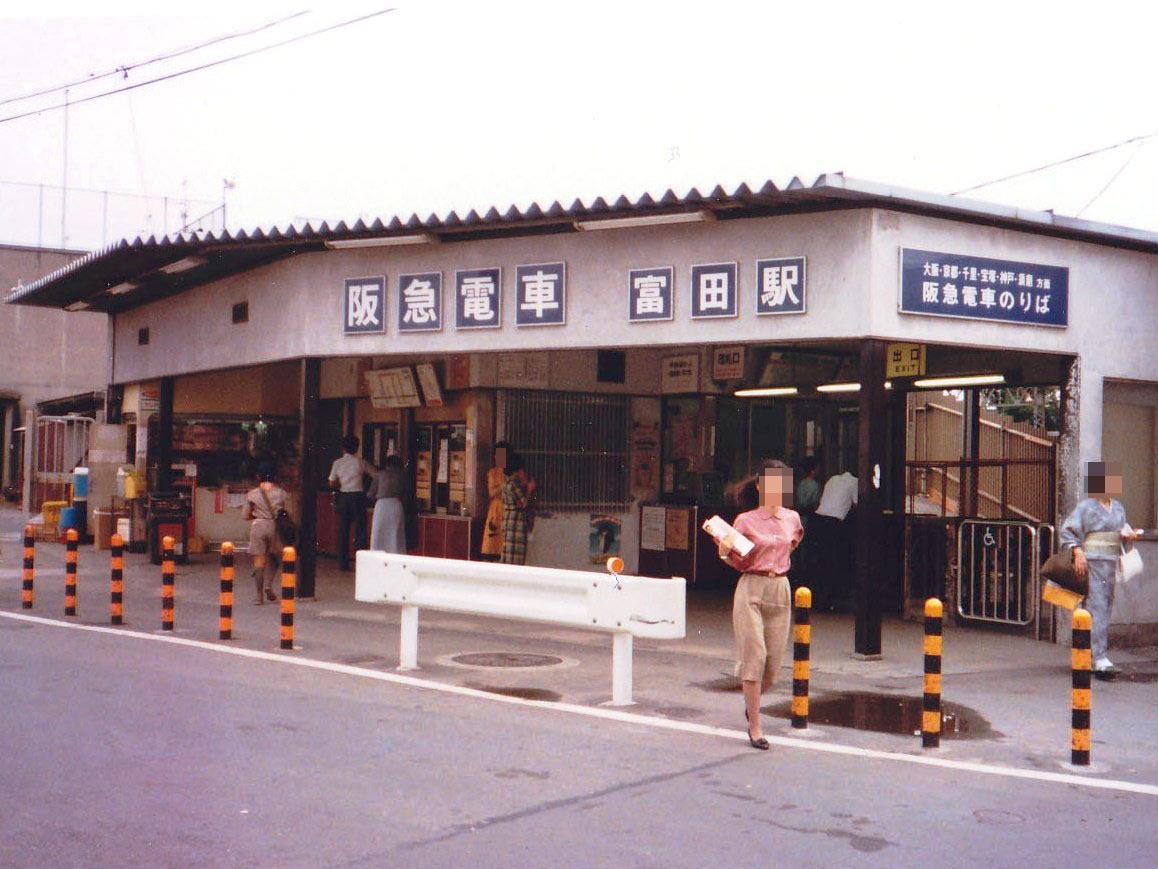
旧駅舎（1980年）

新京阪鉄道の高槻町駅までの延伸と同時に開業。以来、三島郡富田町の高槻市編入までは同町の中心駅としての役割を持っていた。

### 年表
- 1928年（昭和3年）1月16日：新京阪鉄道の淡路駅 - 高槻町駅（現在の高槻市駅）間延伸と同時に富田町駅（とんだまちえき）として開業[3][4]。開業当時も待避線があったが1933年までに撤去された。
- 1930年（昭和5年）9月15日：会社合併により京阪電気鉄道新京阪線の駅となる[3]。
- 1943年（昭和18年）10月1日：会社合併により京阪神急行電鉄（現在の阪急電鉄）の駅となる[3]。
- 1949年（昭和24年）12月1日：新京阪線が京都本線に改称され、当駅もその所属となる[3]。
- 1957年（昭和32年）7月1日：富田町が高槻市に編入されたために富田駅に改称[3]。
- 1981年（昭和56年）12月20日：地下駅舎が完成、使用開始となる。
- 1982年（昭和57年）11月27日：高槻市駅高架化工事に伴い、当駅京都方面行きホームに仮待避線を設置。11月ダイヤ改正より実際に待避を開始。
- 2013年（平成25年）12月21日：駅ナンバリングが導入され、使用を開始[5][6]。

## 駅構造
相対式2面2線のホームの間に上り用通過線1本、合計2面3線を備えた地上駅。
駅舎（改札口）は地下にあり、改札をくぐってから地上のホームに到達する形式となっている。地下と各ホームを結ぶ階段から京都側は、各ホーム共に幅員がかなり狭い。
バリアフリーへの対応として、2008年3月に地下改札内と下り（大阪方面行き）ホーム、地下改札外と地上（南口）をそれぞれ連絡するエレベーターが、さらに2009年2月には地下改札内と上り（京都方面行き）ホームを連絡するエレベーターが設置された。北口には階段しかなく、エレベーターを利用するには駅前の踏切を横断して南口に回ることになる。なお、エスカレーターは設置されていない。
なお、かつては階段の使用が困難な利用客のためにホームへ直接つながるスロープ式の入口（インターホンで駅員を呼び出して利用する）があったが、エレベーターの設置に伴い使用停止となった。
また、上りホームの京都寄りには定期券専用の無人出口が設置されていた。当駅の無人出口は、1981年に地下改札口が完成するまでは一旦構内踏切を経由して下りホーム側に渡り、再び踏切を北側に渡る必要があった。当駅の場合は大阪府立高槻養護学校（現・大阪府立高槻支援学校）の制服を着用した生徒（現在は廃止）と、松下電器産業・松下電子工業（現・パナソニック）の社章を着用した社員向けに供用されていた。2001年頃の廃止直前期には、係員を配置した上で朝のラッシュ時のみ利用されていた。現在は完全に壁で仕切られ通行できなくなったが、短柱の痕跡から出口の跡を確認することができる。
トイレは大阪梅田方面行きホームにのみ設置されている。老朽化に伴い2007年3月に改修され、多機能タイプも併設された。

### のりば
| 号線 | 路線      | 方向 | 行先                                 |
| ---- | --------- | ---- | ------------------------------------ |
| 1    | ■京都本線 | 上り | 高槻市・京都河原町・嵐山方面         |
| 3    | ■京都本線 | 下り | 茨木市・淡路・大阪梅田・天下茶屋方面 |

※実際には構内にのりば番号表記はないが、スマートフォン向けアプリ「阪急沿線ナビ TOKKアプリ」の発車案内機能では、京都河原町方面が1号線、大阪梅田方面が3号線と表示されており、上り通過線を2号線として扱っている。

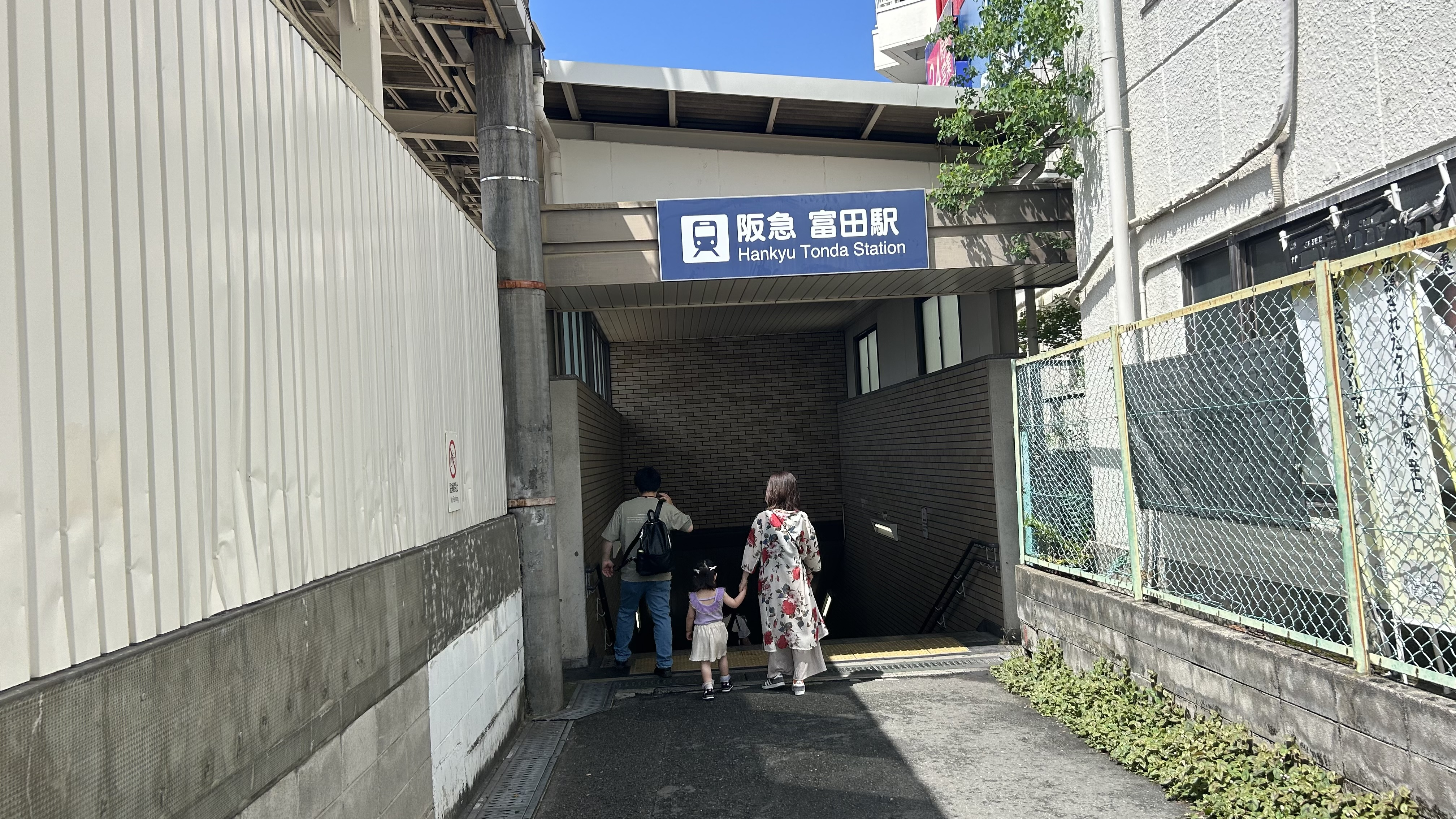
北口（2025年6月）
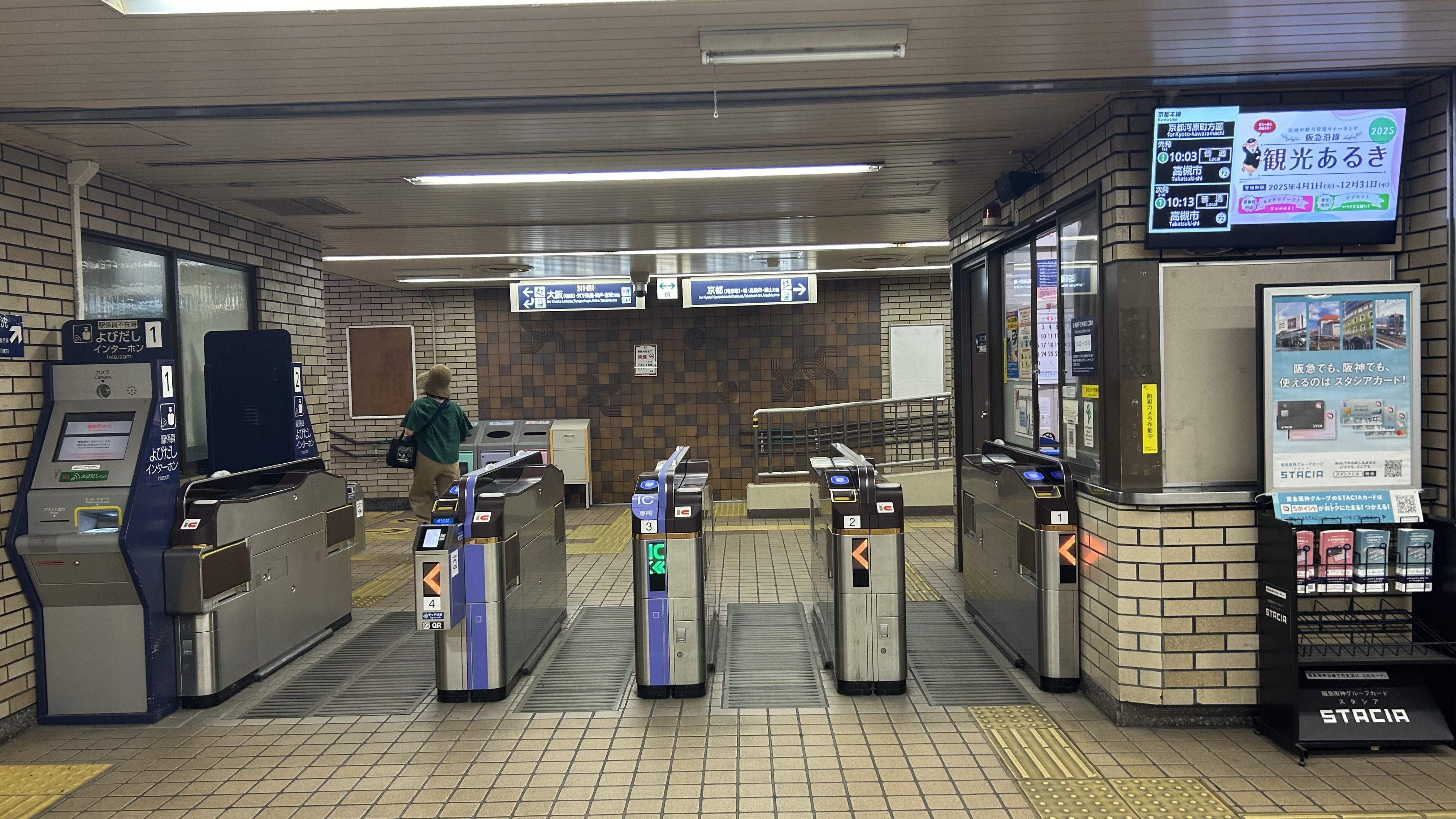
改札口（2025年6月）
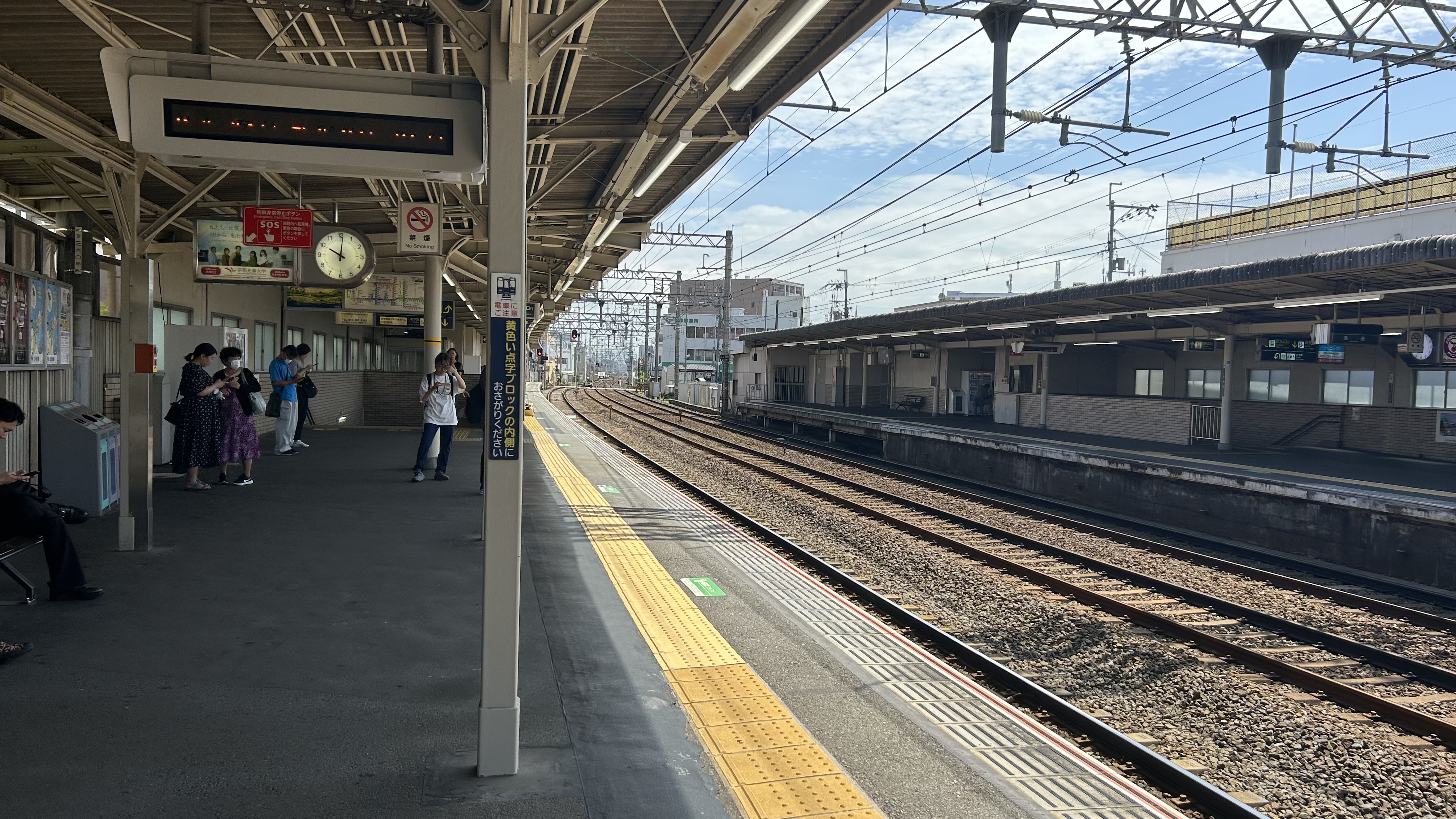
京都方面ホーム（2025年6月）
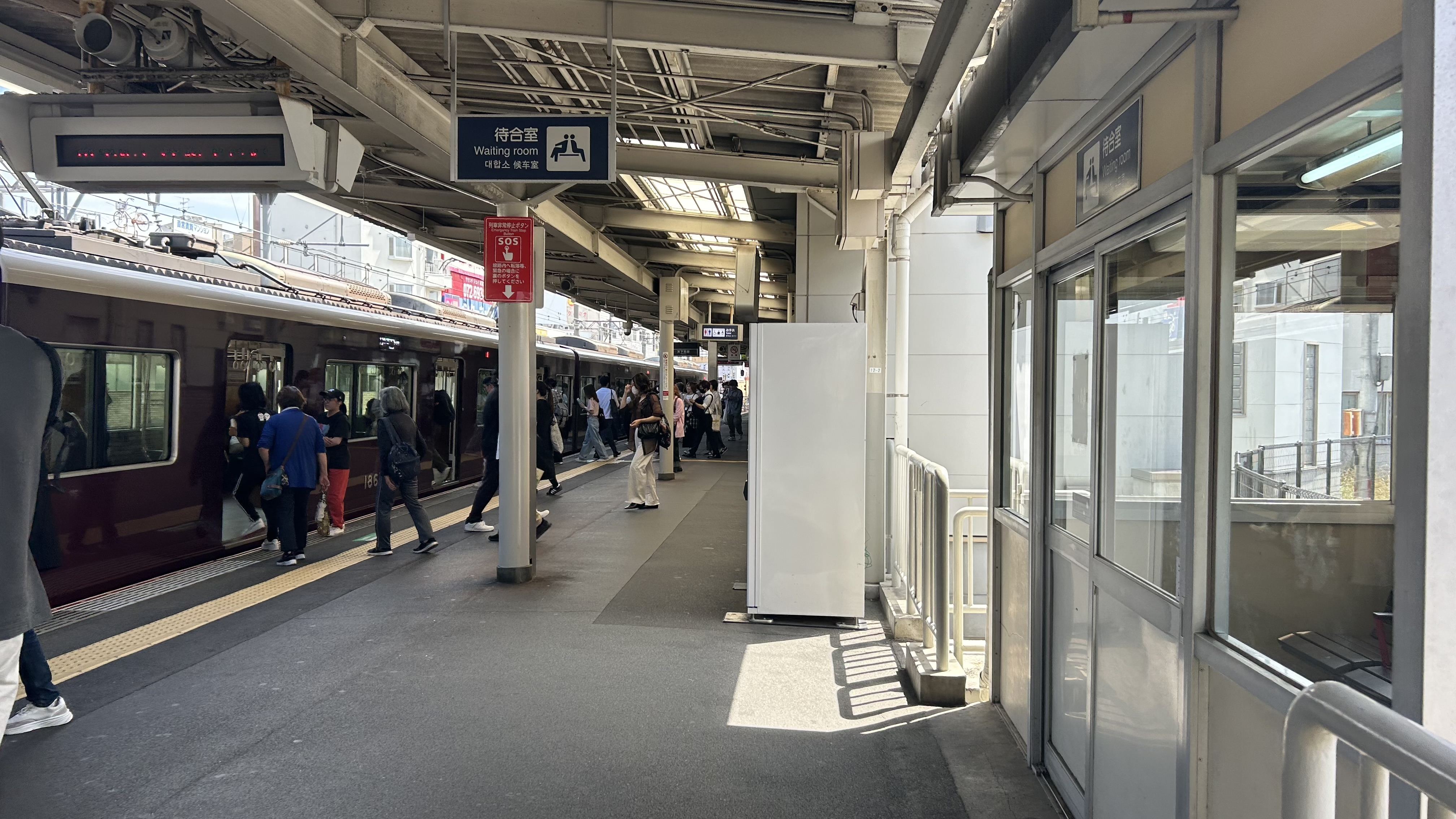
淡路方面ホーム（2025年6月）
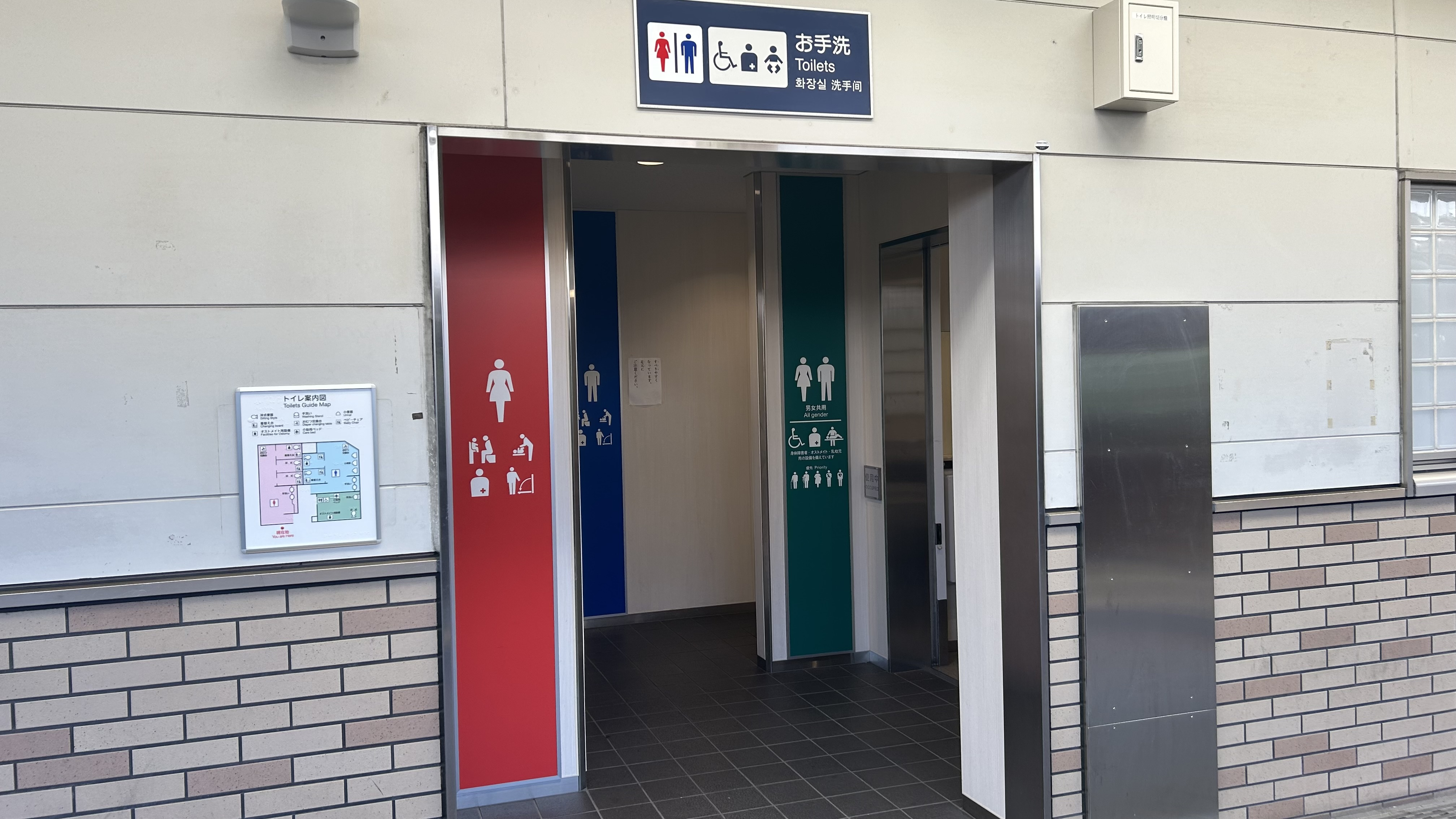
トイレ
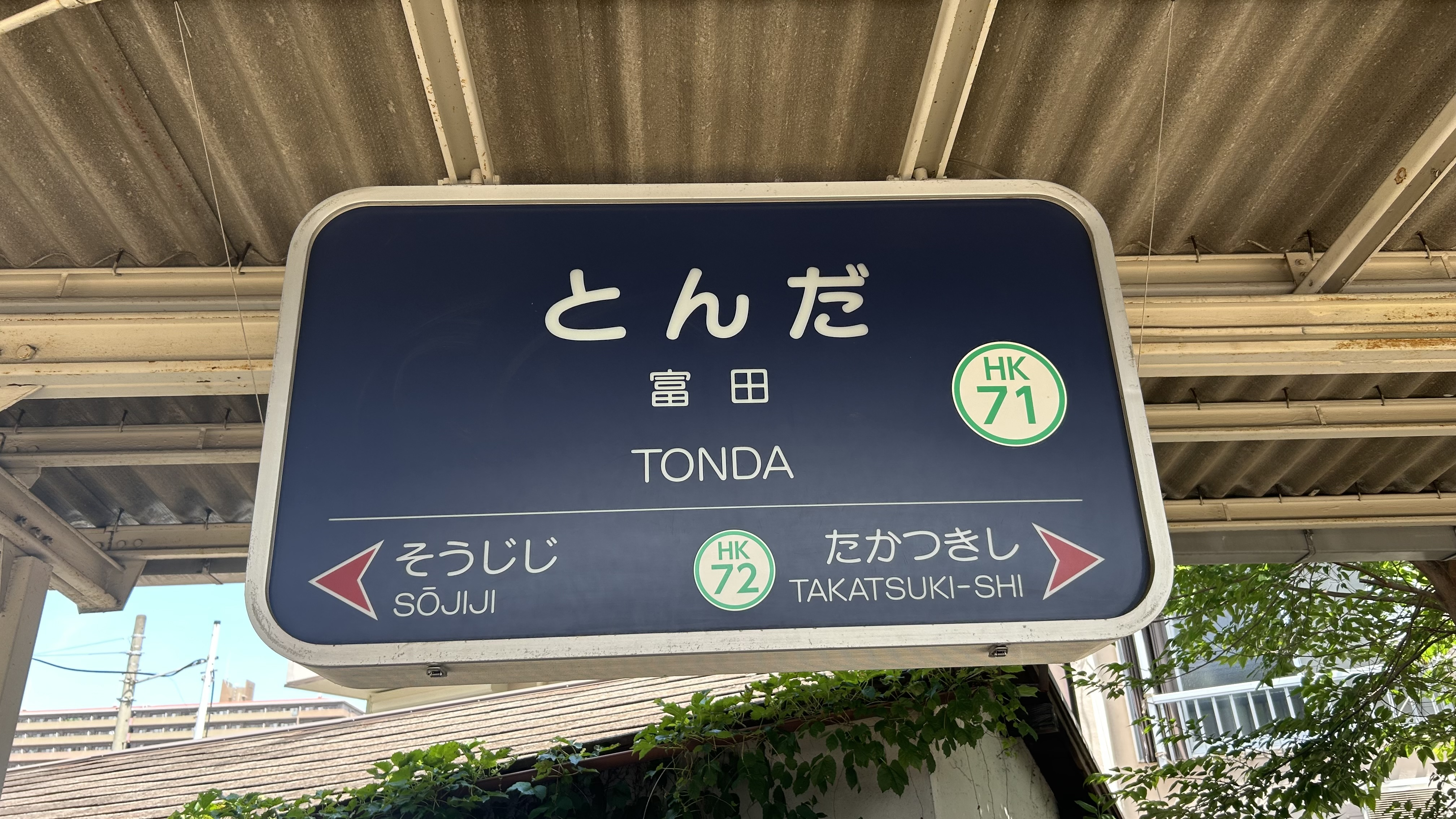
駅名標

## 通過線について
当駅には上り（京都方面行き）ホームに限り通過線がある。阪急全線で他に通過線が設けられている駅は、神戸本線の六甲駅のみ。
この通過線が生まれた背景には、1982年当時に地上駅だった北隣の高槻市駅の高架化事業に端を発する。これは近隣の踏切で起こる渋滞の解消を目的に高槻市の主導で行われたものだが、工事の用地を確保するため同駅の上りの待避線が撤去されたため、阪急が市側から市道を借り受けて当駅の上りホームに待避線と仮設のホームを設けた。
当初は高槻市駅の高架化が完成するまでの暫定処置だったが、1993年に高架化工事が完成したあともそのままの状態で今日を迎えている。平日朝夕のラッシュ時を中心に優等列車の待避にも活用されていたが、2007年3月のダイヤ改正では一旦廃止され、2010年3月に復活したものの2022年12月の改正で再び廃止となり、現在に至る。
高槻市駅の高架化事業に先駆けて、1981年には当駅の地下駅舎化工事も行われた。なお、市の主導による当駅の高架化の構想もあるが、計画は具体化していない。
上りホームへの分岐器は逆カントになっており、速度制限が厳しくなっている。

## 利用状況
2024年（令和6年）の1日あたりの通年平均乗降人員は15,598人であり、阪急電鉄全線で47位（46位＝岡町駅、48位＝山本駅）、京都本線の普通のみの停車駅では最も多い。
かつては近接する国鉄（現在のJR京都線）摂津富田駅とほぼ同数の利用があったが、JR化後に摂津富田駅への停車本数が倍増（昼間時毎時4本→8本）したことや、特定運賃の導入によって大阪（梅田）への運賃もJRの方が僅かながら安くなったことなどもあり利用者は年々逸走、現在ではJR摂津富田駅の利用者数と比較して半分程度にとどまっている。

### 年次別利用状況
各年次の乗降人員の推移は下表の通り。2015年までは平日限定、2016年以降は通年平均となっている。
| /        | 年次               | 乗車人員 | 降車人員 | 乗降人員 | 順位 | 出典        |
| -------- | ------------------ | -------- | -------- | -------- | ---- | ----------- |
| 平日限定 | 2007年（平成19年） | 10,806   | 10,638   | 21,444   | 41位 | [ 阪急 1 ]  |
| 平日限定 | 2008年（平成20年） | 10,595   | 10,410   | 21,005   | 43位 | [ 阪急 2 ]  |
| 平日限定 | 2009年（平成21年） | 10,305   | 10,162   | 20,467   | 45位 | [ 阪急 3 ]  |
| 平日限定 | 2010年（平成22年） | 10,440   | 10,287   | 20,727   | 43位 | [ 阪急 4 ]  |
| 平日限定 | 2011年（平成23年） | 10,399   | 10,253   | 20,652   | 43位 | [ 阪急 5 ]  |
| 平日限定 | 2012年（平成24年） | 10,438   | 10,276   | 20,714   | 44位 | [ 阪急 6 ]  |
| 平日限定 | 2013年（平成25年） | 10,438   | 10,298   | 20,736   | 43位 | [ 阪急 7 ]  |
| 平日限定 | 2014年（平成26年） | 10,472   | 10,376   | 20,848   | 43位 | [ 阪急 8 ]  |
| 平日限定 | 2015年（平成27年） | 10,503   | 10,407   | 20,910   | 43位 | [ 阪急 9 ]  |
| 通年平均 | 2016年（平成28年） | 9,125    | 9,062    | 18,187   | 44位 | [ 阪急 10 ] |
| 通年平均 | 2017年（平成29年） | -        | -        | 18,173   | 44位 | [ 阪急 11 ] |
| 通年平均 | 2018年（平成30年） | -        | -        | 17,541   | 46位 | [ 阪急 12 ] |
| 通年平均 | 2019年（令和元年） | -        | -        | 17,318   | 46位 | [ 阪急 13 ] |
| 通年平均 | 2020年（令和02年） | -        | -        | 13,094   | 46位 | [ 阪急 14 ] |
| 通年平均 | 2021年（令和03年） | -        | -        | 13,386   | 49位 | [ 阪急 15 ] |
| 通年平均 | 2022年（令和04年） | -        | -        | 14,592   | 48位 | [ 阪急 16 ] |
| 通年平均 | 2023年（令和05年） | -        | -        | 15,539   | 47位 | [ 阪急 17 ] |
| 通年平均 | 2024年（令和06年） | -        | -        | 15,598   | 47位 | [ 統計 1 ]  |

### 年度別利用状況
各年度の利用状況は下表の通り。特定日の利用者数は大阪府統計年鑑、年間利用者数は高槻市統計書による。
| 年度               | 特定日   | 特定日   | 特定日   | 年間（単位：千人） | 年間（単位：千人） | 出典          | 出典          |
| 年度               | 乗車人員 | 降車人員 | 乗降人員 | 乗車人員           | 降車人員           | 大阪府        | 高槻市        |
| ------------------ | -------- | -------- | -------- | ------------------ | ------------------ | ------------- | ------------- |
| 1966年（昭和41年） | 5,787    | -        | -        | -                  | -                  | [ 大阪府 1 ]  | -             |
| 1967年（昭和42年） | 6,878    | -        | -        | -                  | -                  | [ 大阪府 2 ]  | -             |
| 1968年（昭和43年） | 6,970    | -        | -        | -                  | -                  | [ 大阪府 3 ]  | -             |
| 1969年（昭和44年） | 7,783    | -        | -        | -                  | -                  | [ 大阪府 4 ]  | -             |
| 1970年（昭和45年） | 9,732    | -        | -        | -                  | -                  | [ 大阪府 5 ]  | -             |
| 1971年（昭和46年） | 10,601   | -        | -        | -                  | -                  | [ 大阪府 6 ]  | -             |
| 1972年（昭和47年） | 11,259   | -        | -        | -                  | -                  | [ 大阪府 7 ]  | -             |
| 1973年（昭和48年） | 11,751   | -        | -        | -                  | -                  | [ 大阪府 8 ]  | -             |
| 1974年（昭和49年） | 11,906   | -        | -        | -                  | -                  | [ 大阪府 9 ]  | -             |
| 1975年（昭和50年） | 12,326   | -        | -        | -                  | -                  | [ 大阪府 10 ] | -             |
| 1976年（昭和51年） | 12,005   | -        | -        | -                  | -                  | [ 大阪府 11 ] | -             |
| 1977年（昭和52年） | 13,101   | -        | -        | -                  | -                  | [ 大阪府 12 ] | -             |
| 1978年（昭和53年） | 12,408   | -        | -        | -                  | -                  | [ 大阪府 13 ] | -             |
| 1979年（昭和54年） | 13,822   | -        | -        | -                  | -                  | [ 大阪府 14 ] | -             |
| 1980年（昭和55年） | 13,842   | -        | -        | -                  | -                  | [ 大阪府 15 ] | -             |
| 1981年（昭和56年） | 14,188   | -        | -        | -                  | -                  | [ 大阪府 16 ] | -             |
| 1982年（昭和57年） | 14,685   | 15,147   | 29,832   | -                  | -                  | [ 大阪府 17 ] | -             |
| 1983年（昭和58年） | 14,282   | 15,050   | 29,332   | -                  | -                  | [ 大阪府 18 ] | -             |
| 1984年（昭和59年） | 13,936   | 14,163   | 28,099   | -                  | -                  | [ 大阪府 19 ] | -             |
| 1985年（昭和60年） | 14,546   | 15,031   | 29,577   | -                  | -                  | [ 大阪府 20 ] | -             |
| 1986年（昭和61年） | 15,112   | 14,848   | 29,960   | -                  | -                  | [ 大阪府 21 ] | -             |
| 1987年（昭和62年） | 14,518   | 15,619   | 30,137   | -                  | -                  | [ 大阪府 22 ] | -             |
| 1988年（昭和63年） | 14,424   | 14,020   | 28,444   | -                  | -                  | [ 大阪府 23 ] | -             |
| 1989年（平成元年） | -        | -        | -        | -                  | -                  | [ 大阪府 24 ] | -             |
| 1990年（平成02年） | 13,659   | 14,618   | 28,277   | -                  | -                  | [ 大阪府 25 ] | -             |
| 1991年（平成03年） | -        | -        | -        | -                  | -                  | [ 大阪府 26 ] | -             |
| 1992年（平成04年） | 12,597   | 12,713   | 25,310   | -                  | -                  | [ 大阪府 27 ] | -             |
| 1993年（平成05年） | -        | -        | -        | -                  | -                  | [ 大阪府 28 ] | -             |
| 1994年（平成06年） | -        | -        | -        | -                  | -                  | [ 大阪府 29 ] | -             |
| 1995年（平成07年） | 12,156   | 12,196   | 24,352   | -                  | -                  | [ 大阪府 30 ] | -             |
| 1996年（平成08年） | 12,557   | 12,846   | 25,403   | -                  | -                  | [ 大阪府 31 ] | -             |
| 1997年（平成09年） | 13,255   | 13,658   | 26,913   | -                  | -                  | [ 大阪府 32 ] | -             |
| 1998年（平成10年） | 12,336   | 12,341   | 24,677   | -                  | -                  | [ 大阪府 33 ] | -             |
| 1999年（平成11年） | -        | -        | -        | -                  | -                  | [ 大阪府 34 ] | -             |
| 2000年（平成12年） | 12,155   | 12,152   | 24,307   | -                  | -                  | [ 大阪府 35 ] | -             |
| 2001年（平成13年） | 11,229   | 11,551   | 22,780   | -                  | -                  | [ 大阪府 36 ] | -             |
| 2002年（平成14年） | 11,137   | 11,381   | 22,518   | -                  | -                  | [ 大阪府 37 ] | -             |
| 2003年（平成15年） | 11,312   | 11,159   | 22,471   | -                  | -                  | [ 大阪府 38 ] | -             |
| 2004年（平成16年） | 10,574   | 10,917   | 21,491   | -                  | -                  | [ 大阪府 39 ] | -             |
| 2005年（平成17年） | 11,809   | 11,663   | 23,472   | -                  | -                  | [ 大阪府 40 ] | -             |
| 2006年（平成18年） | 10,489   | 10,632   | 21,121   | -                  | -                  | [ 大阪府 41 ] | -             |
| 2007年（平成19年） | 10,443   | 10,797   | 21,240   | 4,231              | 4,267              | [ 大阪府 42 ] | [ 高槻市 1 ]  |
| 2008年（平成20年） | 10,291   | 10,459   | 20,750   | 4,206              | 4,309              | [ 大阪府 43 ] | [ 高槻市 1 ]  |
| 2009年（平成21年） | 9,785    | 10,054   | 19,839   | 3,993              | 4,050              | [ 大阪府 44 ] | [ 高槻市 1 ]  |
| 2010年（平成22年） | 9,873    | 10,219   | 20,092   | 3,852              | 3,967              | [ 大阪府 45 ] | [ 高槻市 1 ]  |
| 2011年（平成23年） | 10,455   | 10,873   | 21,328   | 3,984              | 4,107              | [ 大阪府 46 ] | [ 高槻市 1 ]  |
| 2012年（平成24年） | 10,005   | 10,272   | 20,277   | 4,198              | 4,321              | [ 大阪府 47 ] | [ 高槻市 2 ]  |
| 2013年（平成25年） | 9,949    | 10,274   | 20,233   | 4,109              | 4,154              | [ 大阪府 48 ] | [ 高槻市 3 ]  |
| 2014年（平成26年） | 9,947    | 10,357   | 20,304   | 4,107              | 4,169              | [ 大阪府 49 ] | [ 高槻市 4 ]  |
| 2015年（平成27年） | 10,239   | 10,678   | 20,917   | 4,229              | 4,272              | [ 大阪府 50 ] | [ 高槻市 5 ]  |
| 2016年（平成28年） | 10,042   | 10,469   | 20,511   | 4,164              | 4,265              | [ 大阪府 51 ] | [ 高槻市 6 ]  |
| 2017年（平成29年） | 10,069   | 10,503   | 20,572   | 4,130              | 4,233              | [ 大阪府 52 ] | [ 高槻市 7 ]  |
| 2018年（平成30年） | 9,631    | 10,227   | 19,858   | 4,094              | 4,227              | [ 大阪府 53 ] | [ 高槻市 8 ]  |
| 2019年（令和元年） | 10,212   | 10,144   | 20,356   | 3,961              | 4,122              | [ 大阪府 54 ] | [ 高槻市 9 ]  |
| 2020年（令和02年） | 8,516    | 8,562    | 17,078   | 2,909              | 3,033              | [ 大阪府 55 ] | [ 高槻市 10 ] |
| 2021年（令和03年） | 8,963    | 8,872    | 17,835   | 2,986              | 3,165              | [ 大阪府 56 ] | [ 高槻市 11 ] |
| 2022年（令和04年） | 9,158    | 9,143    | 18,301   | 3,453              | 3,607              | [ 大阪府 57 ] | [ 高槻市 12 ] |
| 2023年（令和05年） | 9,429    | 9,440    | 18,869   | 3,561              | 3,744              | [ 大阪府 58 ] | [ 高槻市 13 ] |

## 駅周辺

### 北口方面
JR摂津富田駅が当駅から北に約300メートル、徒歩5分程度の距離にある。そのため乗り換えは容易だが、車内アナウンスではJR・阪急の両社ともに案内されていない。ただし、当駅の出口の案内表示にはJR摂津富田駅の記載がある。この他、乗り換えの検索ソフトでは両駅の乗り換えを薦めるものも存在する。
- 摂津富田駅 - 西日本旅客鉄道（JR西日本）東海道本線（JR京都線）
- 富田商店街
- 大阪府立高槻支援学校
- 大阪府道127号摂津富田停車場線

### 南口方面
- 高槻市立富田小学校
- 高槻市立富田幼稚園
- 高槻市立小寺池図書館
- 高槻富田郵便局
- 本照寺（富田御坊）
- 三輪神社
- 普門寺
- 寿酒造
- 高槻市西部保健センター
- 大阪府道133号鳥飼八丁富田線

## バス路線
小寺池図書館のとなりに高槻市営バスの回転場がある。また北側のJR富田駅バス停も利用することができる。
停留所名は「阪急富田駅」で、当停留所へ向かうバスの行先番号は全て「4」である（富田芝生線は経路により「L」または「R」も付されている）。
付近の道路が狭隘であるため、大型車両は乗り入れない。
| 路線       | 系統・行先                         | 備考                                                   |
| ---------- | ---------------------------------- | ------------------------------------------------------ |
| 富田南線   | 1：JR高槻駅南                      |                                                        |
| 富田芝生線 | 18L：西町・富田団地循環/富田団地東 | 一部の便は富田団地東止まり（西町・富田団地経由）       |
| 富田芝生線 | 18R：栄町・富田団地循環/富田団地   | 夜間のごく一部のみ富田団地止まり（富田支所・栄町経由） |
| 芝生住宅線 | 36：芝生住宅東口・三中前循環       |                                                        |
| 芝生住宅線 | 38：車庫前                         | 朝夕のごく少数のみ運行（平日は最終便のみ）             |
| 栄町線     | 28：芝生住宅東口                   | 平日朝3本のみ運行、如是校前・栄町経由                  |

### 市営バス利用状況
2023年度の乗降客数は231,329人（1日あたり632人）で市営バス全停留所中では真如苑（臨時停留所）に次いで22位。主に市南西部の住宅地からの路線群のターミナルであるが、1路線あたりの利用客数は多くない。
近年の年間利用状況は下表の通り。
| 年度               | 乗降人員 | 1日平均 | 順位 | 出典           |
| ------------------ | -------- | ------- | ---- | -------------- |
| 2019年（令和元年） | 274,668  | 750     | 20位 | [ 市営バス 1 ] |
| 2020年（令和02年） | 213,374  | 585     | 19位 | [ 市営バス 2 ] |
| 2021年（令和03年） | 215,956  | 592     | 18位 | [ 市営バス 3 ] |
| 2022年（令和04年） | 222,735  | 610     | 21位 | [ 市営バス 4 ] |
| 2023年（令和05年） | 231,329  | 632     | 22位 | [ 市営バス 5 ] |

## 隣の駅
阪急電鉄
■京都本線
■快速特急・■特急・■通勤特急・■準特急・■急行・■準急
通過
■普通
総持寺駅 (HK-70) - 富田駅 (HK-71) - 高槻市駅 (HK-72)

### 記事本文